# تسووخاو
تسووخاو (به آلمانی: Zwochau) یک منطقهٔ مسکونی در آلمان است که در ویدمار واقع شده‌است. تسووخاو ۱٬۰۸۰ نفر جمعیت دارد.